# Ray Shulman

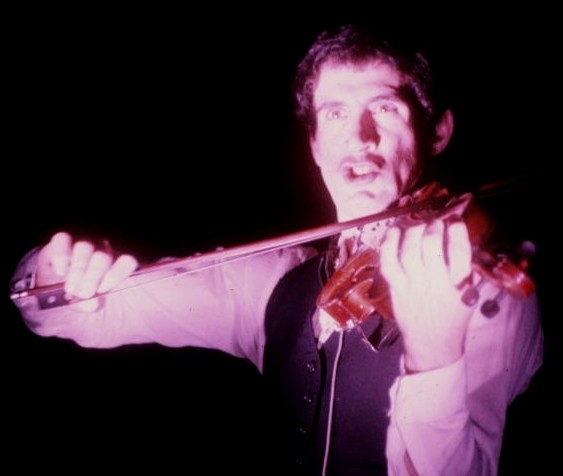
Ray Shulman

Raymond "Ray" Shulman (Portsmouth, 8 december 1949 – Londen, 30 maart 2023) was de bassist van de Britse progressieve rockband Gentle Giant. Hij is de jongste van de drie broers die in de band speelden, de twee andere waren Derek Shulman en Phil Shulman.
Ray Shulman stond bekend om zijn inventieve baslijnen, die vaak een melodie op zich zijn in plaats van een ritme of een versterking van een akkoord. Daarnaast wist hij verschillende stijlen als rock, jazz, klassiek en funk vlekkeloos in elkaar over te laten lopen.
Naast basgitaar speelde Ray Shulman in veel nummers van Gentle Giant trompet, viool, gitaar, percussie, zang, altviool, drums en blokfluit. Hij is net als zijn broer Derek de gehele bestaansperiode lid geweest van Gentle Giant, van 1970 tot het opheffen van de band in 1980.
- Bibsys: 8057151
- Gemeinsame Normdatei: 1285142772
- International Standard Name Identifier: 0000 0003 8342 4337
- Library of Congress Control Number: n92088184
- MusicBrainz: 59b1f8ee-0a84-4590-8156-eede6f6349f3
- Virtual International Authority File: 269860644
- WorldCat: E39PBJv4ptk3FwmpWBtRmbXfMP